# Arroyo Cildáñez
El Arroyo Cildáñez es un curso de agua en el sur de la Ciudad Autónoma de Buenos Aires, Argentina, parte de la cuenca Matanza-Riachuelo. Nace en la provincia de Buenos Aires, en el partido de La Matanza, escurre con dirección Noreste hasta su ingreso en la ciudad, a  partir de donde tuerce su rumbo hacia el sudeste. Jurisdiccionalmente, su traza abarca la comuna 8 y la comuna 9.
Debe su nombre a Ramón Fortunato Cidañez, quien compró en 1849, una chacra en tierras por las que pasaba el arroyo. Este curso de agua formaba parte del "bañado de Flores", denominado así por su condición pantanosa e inundable. El bañado de Flores se ubicaba en las cercanías del actual Cementerio de Flores y atravesaba los barrios de Nueva Pompeya, Villa Soldati, Flores, Parque Avellaneda, Villa Lugano y Villa Riachuelo.
Este arroyo fue apodado "Zanjón o arroyo de la Sangre" durante la primera mitad del siglo XX debido al vertido masivo de sangre desde los mataderos de vacunos y otras reses que se producían en el Barrio de Mataderos e incluso el Barrio de Liniers. El primer tramo del arroyo fue entubado en 1940. Tras dilaciones, las obras de entubamiento finalizaron en 1965.

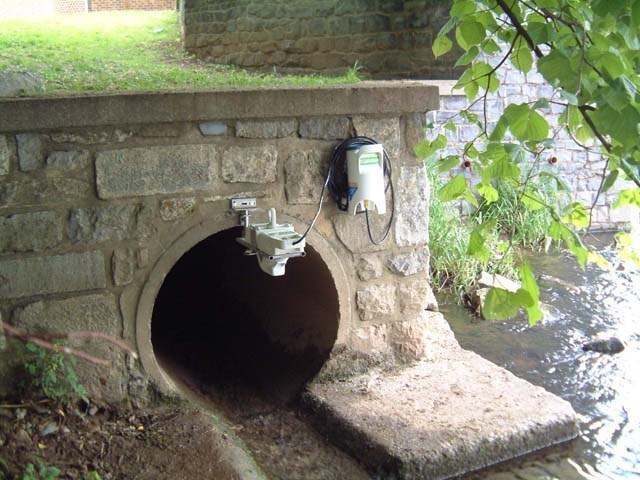
Cloaca del arroyo Cildáñez

El arroyo Cildáñez corre actualmente entubado bajo las calles Justo Antonio Suárez, Coronel Cárdenas, las avenidas Remedios,  San Juan Bautista Lasalle y Asturias y luego, también entubado, bajo el Parque Indoamericano y el Parque de la Ciudad. Al atravesar la avenida Coronel Roca ingresa en el Parque Julio A. Roca. Es digno de destacar el hecho que puede apreciarse el arroyo, canalizado pero descubierto, a lo largo de 850 metros próximos a su desembocadura en El Riachuelo, algo excepcional si se tiene en cuenta los otros arroyos de la ciudad . En la actualidad, su margen sur forma parte de la Reserva Lago Lugano. El arroyo Maldonado está conectado artificialmente con el Cildáñez por un canal subterráneo construido a mediados del siglo XX. Tal canal aliviador del arroyo Maldonado corre bajo la calle Ruiz de los Llanos y la calle Basualdo. Por otra parte, las aguas del Cildáñez sirvieron anteriormente para anegar el lago Lugano y el lago Regatas.[cita requerida]